# Септімонтії
Септімонтії — (з латинської septem «сім» mons «пагорб, гора») у Стародавньому Римі свято жителів семи пагорбів Рима. Святкувалося 11 грудня. Однак щодо дати у дослідників немає єдиної думки. Альтернативно розглядають дати кінця грудня чи у вересні.
За Фестом це були пагорби:Palatium, Velia, Fagutal, Subura, Germalus, Caelius, Oppius. За Плутархом святкування були в честь включення сами пагорбів у територію міста. Свято було лише для мешканців пагорбів Рима і не належало до державних свят.